# Terror på Elm Street
Terror på Elm Street (engelska: A Nightmare on Elm Street) ) är en amerikansk skräckfilm från 1984 i regi av Wes Craven.
År 2021 valdes filmen ut för att bevaras i National Film Registry av USA:s kongressbibliotek då den anses vara ”kulturellt, historiskt eller estetiskt betydelsefull”.

## Handling
Nancy plågas av en fruktansvärd mardröm om en man i smutsig röd-grön-randig tröja, sliten hatt, sönderbränt ansikte och rakknivar på fingrarna som vill mörda henne. Märkligt nog upptäcker hennes nära vänner att de har drömt om exakt samma man, barnamördaren Freddy Krueger. En efter en dödas Nancys vänner på märkliga sätt och hon börjar ana att om hon dödas av mannen i drömmen dör hon på riktigt.
Freddy var en seriemördare som förde bort och dödade många barn i en liten amerikansk förort, Springwood. Han greps av polisen, men frisläpptes på grund av en miss i formaliteterna runt rättegången. Föräldrarna och andra i grannskapet på Elm Street letade då rätt på honom och utkrävde sin hämnd genom att bränna honom levande i pannrummet dit han brukade föra barnen. Freddy Krueger blev en ökänd figur, en legend som det gick berättelser om i grannskapet.
Nancy kämpar för att hålla sig vaken så länge hon kan, men hon vet att hon inte kan vara utan sömn hur länge som helst. Polisen är oförstående och de närastående ser på Nancy som att hon börjar bli galen och föräldrarna döljer och förnekar hemligheten bakom mannen i drömmen. Nancy bestämmer sig för att själv få tag på den riktige mördaren.

## Om filmen
Terror på Elm Street är den första filmen i den kultförklarade serien om Freddy Krueger och Elm Street. Filmen regisserades av skräckmästaren Wes Craven, som 15 år senare skulle få stora framgångar med Scream-serien. I filmen syns också Johnny Depp i sin första roll.
Filmen hade svensk premiär den 15 mars 1985 på biograferna Sandrew 1-2-3-4 och Victoria i Stockholm.

## Rollista i urval
- Robert Englund – Freddy Krueger
- John Saxon – Lt. Thompson
- Ronee Blakley – Marge Thompson
- Heather Langenkamp – Nancy Thompson
- Johnny Depp – Glen Lantz
- Amanda Wyss – Tina Gray
- Nick Corri – Rod Lane

## Andra delar i serien
- Terror på Elm Street 2 – Freddys hämnd (1985)
- Terror på Elm Street 3 – Freddys återkomst (1987)
- Terror på Elm Street 4 – Freddys mardröm (1988)
- Terror på Elm Street 5 – The Dream Child (1989)
- Terror på Elm Street 6 – Freddy's Dead – The final nightmare (1991)
- Wes Craven's New Nightmare (1994)
- Freddy vs. Jason (2003)
- A Nightmare on Elm Street (2010) (2010)

## TV-serier
- Freddy's Nightmares 44 episoder (1988-1990)
- Real Nightmares (2005)